# Зиминський район
Зиминський район (рос. Зиминский район) — адміністративно-територіальна одиниця (муніципальний район) Іркутської області Сибірського федерального округу Росії.
Адміністративний центр — місто Зима (до складу району не входить).

## Географія
Зиминський район межує з Тулунським, Куйтунським, Балаганським, Заларинським, Нукутським районами Іркутської області.

## Історія
Офіційною датою утворення Зиминського району вважається 14 лютого 1923 року.

## Економіка
У структурі економіки району найбільшу питому вагу займає сільське господарство - 62%. Основну частку сільгосппродукції виробляє СПК «Окинський».
Іншими галузями економіки району є: будівництво, лісове господарство, торгівля та промисловість.
На території району розташований Зулумайський бобровий заказник, де йде експеримент по збереженню та розселенню рідкісного виду річкового бобра.